# Красн
Красн — летописный древнерусский город в Киевском княжестве, входивший в состав Стугнинской оборонительной линии. Был расположен на реке Красной, впадающей в Днепр близ Триполья. Вероятно, был основан во времена Владимира Святославича. 
И стал ставить города по Десне, и по Остру, и по Трубежу, и по Суле, и по Стугне. И стал набирать мужей лучших от славян, и от кривичей, и от чуди, и от вятичей, и ими населил города, так как была война с печенегами. И воевал с ними, и побеждал их.— Ипатьевская летопись 
Красн упоминается под 1096 годом в «Поучении» Владимира Мономаха, а также в Ипатьевской летописи под 1136 годом в связи с военными действиями Ольговичей и союзных с ними половцев.
Согласно А. В. Кузе, городище древнего Красна находится близ села Красное Первое Обуховского района Киевской области и расположено на острове, образованном двумя рукавами реки Красной. На городище была найдена гончарная древнерусская керамика XII—XIII веков, а также три серебряные гривны киевского типа. Ю. Ю. Моргунов считал Красн городом Черниговского, а не Киевского княжества, и связывал его с городищем у села Красный Колядин на реке Ромен.